# Melanina quadriseriata
Melanina quadriseriata är en tvåvingeart som beskrevs av Malloch 1927. Melanina quadriseriata ingår i släktet Melanina och familjen lövflugor. Inga underarter finns listade i Catalogue of Life.